# Winds
Winds est un groupe de metal néo-classique et progressif norvégien, originaire d'Oslo. Formé en 1998, leur style musical, construit autour du clavier d'Andy Winter et des solos de Carl August Tidemann, est largement influencé par la musique classique. Les paroles, composées par Andy, traitent avant tout du cosmos et de l'existence au travers de différents concepts animant indépendamment chaque album. Winds est pour l'instant uniquement un groupe studio.

## Biographie
Le groupe Winds est formé en 1998 lorsque quatre norvégiens de différentes racines musicales se croisent au gré de diverses collaborations qui débouchent sur une entente mutuelle. Les musiciens étaient déjà renommés au sein de leur spécialité : Lars Eric Si en tant que chanteur à la voix unique, Carl August Tidemann en tant que guitariste néo-classique virtuose, Jan Axel « Hellhammer » von Blomberg en tant que batteur le plus réputé du metal extrême, et finalement Andy Winter en tant que pianiste inspiré par le classique.
Alors que le groupe signe en 2000 l'EP Of Entity and Mind, le label Avantgarde Music leur offre un contrat pour deux albums. Sans consulter d'autre label, le groupe accepte. Constituant une alchimie jamais vue auparavant entre metal progressif et musique classique, ce premier EP est assez bien accueilli par la presse spécialisée,. Entretemps, Winds prépare déjà son deuxième album, Reflections of the I, entre mars et avril 2001. Celui-ci est publié en Amérique par le label The End Records avec l'accord de Avantgarde Music. Publié en 2002, cet album reçoit des critiques unanimes sur sa grande qualité dans tous les magazines consacrés à ce style particulier,.
Comme précédemment, le groupe travaille déjà activement à la réalisation de son troisième album, The Imaginary Direction of Time, entre août 2002 et décembre 2003. Libéré de leurs obligations envers Avantgarde Music, Winds jette son dévolu sur le label The End Records, prompt à lui offrir un nouveau contrat. Les membres signent ainsi sans hésitation pour trois albums supplémentaires, en dépit de l'intérêt d'autres compagnies. Lors de la production de l'album, les lignes de batterie sont enregistrées en premier, suivies des premières idées pour la guitare et le piano qui seraient ré-enregistrées plus tard. Engagés dans d'autres projets, tournées et enregistrements, les membres laissent passer une année avant de revenir à Winds lorsque ces projets sont réalisés, suspendus ou abandonnés. Winds devient à nouveau une priorité pour tous et la production est terminée à Toproom et Fagerborg en Norvège, le mixage s'opérant à The Factory de Vancouver.
The Imaginary Direction of Time porte le style du groupe vers de nouvelles hauteurs, tant musicalement qu'au niveau des paroles, désormais chargées en philosophie. L'album mêle performances individuelles et le travail collectif. Les membres s'accordent à le désigner comme le plus épanoui. 
Leur quatrième album, Prominence and Demise, est publié en septembre 2007, offrant une liste de neuf chansons.

## Style musical
La musique de Winds officie dans un registre classique soutenu par un quatuor à cordes (un alto, deux violons, un violoncelle) et dans lequel viennent s'intriquer les solos techniques de Carl August Tidemann, utilisant beaucoup les harmonies. Véritable guitar hero, il n'est pas non plus avare en émotions. Les cordes sont arrangées par le chanteur Lars Eric Si, également bassiste, qui fait bénéficier le groupe d'une voix claire empreinte de douceur. Le piano d'Andy Winter est omniprésent et constitue le fondement des mélodies, l'homme étant d'ailleurs l'auteur du concept de Winds. La communion de ces musiciens crée une musique progressive très lyrique, lente et posée, légèrement sombre voire pessimiste mais s'éclairant à plusieurs occasions.

## Membres

### Membres actuels
- Lars « Eikind » Eric Si (Age of Silence, ex-Khold) - chant, basse
- Carl August Tidemann (Tritonus, ex-Arcturus) - guitare
- Jan Axel « Hellhammer » von Blomberg (ex-Arcturus, Mayhem, Age of Silence, Dimmu Borgir) - batterie
- Andy Winter (Age of Silence) - claviers

### Anciens membres
- Paul S - basse
- K. Haugen (Age of Silence) - guitare acoustique, guitare électrique

### Invités
- Drajevolitch - chant (sur Of Entity and Mind)
- Drajevolitch - chant (sur Reflections of the I)
- Vegard Johnsen - violon (sur Reflections of the I)
- Stig Ove Ore - alto (sur Reflections of the I)
- Hans Josef Groh - violoncelle (sur Reflections of the I)
- Andre Orvik - violon (sur The Imaginary Direction of Time)
- Vegard Johnsen - violon (sur The Imaginary Direction of Time)
- Dorthe Dreier - alto (sur The Imaginary Direction of Time)
- Hans Josef Groh - violoncelle (sur The Imaginary Direction of Time)
- Agnete M. Kirkevaag (Madder Mortem, Frantic Bleep) - chant soprano (sur Prominence and Demise)
- Lars A. Nedland alias Lazare (Solefald, Borknagar) - chant alto (sur Prominence and Demise)
- Oystein Moe (Ulver, Tritonus) - basse (sur Prominence and Demise)
- Dan Swano (Edge of Sanity, Nightingale) - chant tenor (sur Prominence and Demise)

## Discographie
- 2001 : Of Entity and Mind (EP)
- 2001 : Reflections of the I
- 2004 : The Imaginary Direction of Time
- 2007 : Prominence and Demise